# IRA Oficial
L'Official Irish Republican Army,conegut també com a "the Officials" o " the Stickies" (anglès: Official IRA, OIRA), és una organització paramilitar republicana irlandesa activa durant el conflicte nord-irlandès entre desembre de 1969 i maig de 1972. No dipositarà totalment les armes fins al febrer del 2010. Va perdre 21 dels seus membres durant el conflcte i es va fer responsable de la mort de 52 persones.

## Història
Després de la seva campanya de les fronteres entre 1959 i 1962, l'Irish Republican Army enterra les seves armes (les ven el 1968 al Free Wales Army) i Cathal Goulding reemplaça Ruairí Ó Brádaigh com a Cap de l'Estat Major. Aquest, marxista convençut, dirigeix l'IRA cap a lluites més socials. Des de 1964, proposa la creació d'un National Liberation Front amb l'extrema esquerra i de posar fi a l'abstencionisme (i per tant de reconèixer, acceptant reunir-s'hi, els parlaments irlandès, nord-irlandès i britànic), proposta particularment criticada pels partidaris d'aquesta tradició del moviment republicà
Quan a l'estiu 1969, esclaten aixecaments que enfronten catòlics, protestants i policies, l'IRA és incapaç de defensar els guetos catòlics. Liderada per Seán MacStíofáin, una part de l'organització, en particular els volunteers del Nord, critiquen la línia de la direcció. El desembre de 1970, l'IRA reuneix una Convenció general extraordinària, la majoria dels delegats de la qual donen suport a Goulding. En donar suport al gir polític, la Convenció empeny a l'escissió els partidaris d'una línia militarista i contraris a l'abandó de l'abstencionisme que funden el Provisional Irish Republican Army, amb Seán MacStíofáin com a Cap d'Estat major, mentre que Cathal Goulding esdevé Cap d'Estat major de l'Official Irish Republican Army, i arreplega la majoria dels volunteers de la República d'Irlanda El Sinn Féin pateix una escissió pels mateixos motius, i neix l'Official Sinn Féin (reanomenat més tard Partit dels Treballadors d'Irlanda) i esdevenint la branca política de l'OIRA.
L'OIRA declara un alto el foc en 29 de maig de 1972. El 1975, una escissió funda l'Irish National Liberation Army. El 8 de febrer del 2010, l'OIRA anuncia que ha lliurat les seves armes a l'Independent International Commission on Decommissioning.